# الشركة السعودية لمنتجات الألبان والأغذية
سدافكو (بالإنجليزية:sadafco) الشركة السعودية لمنتجات الألبان والأغذية، هي شركة سعودية مساهمة. تأسست عام 1976م، وبدأ إنتاجها في عام 1977م بمدينة جدة، بالتركيز على منتجات الألبان. وفي الأعوام التالية تملكت الشركة العديد من المصالح الأخرى المرتبطة بنشاطاتها المختلفة. تنتج الشركة وتسوق منتجاتها بعلامة «السعودية saudia» كما تعرف بإنتاج حليب السعودية (طويل الأجل). وهي تستحوذ على أكثر من نصف سوق الحليب طويل الأجل، ونحو ثلث الحصة الإجمالية للحليب. يبلغ رأس مال الشركة 325.00 مليون ريال سعودي، وتصل قيمتها السوقية إلى 5,713.00 ريال سعودي. حققت سدافكو للعام 2016/2017 صافي مبيعات وصل إلى 1,858 بليون ريال سعودي.

## بداية الشركة
تأسست في عام 1976 بصفتها مشروع مشترك بين رجال أعمال سعوديين وكويتيين وأوروبيين، ضم المشروع ثلاث شركات، تعمل على إنتاج الألبان، وموزعة على مدن جدة والمدينة والدمام. وكان أول إنتاج للحليب من قبلها في عام 1977 بمصنع مدينة جدة. بحلول عام 1991 كان الشركاء الأوروبيون قد باعوا حصصهم لشركاء سعوديين وكويتيين، واندمجت الثلاث شركات في شركة واحدة. وفي شهر مايو 2005 تحولت الشركة إلى شركة مساهمة، وأدرجت في سوق الأسهم السعودي وأصبح لديها أكثر من 100,000 مساهم.

## المنتجات

علامة "السعودية" المستخدمة في تسويق منتجات "سدافكو"

في عام 1991م وبالإضافة إلى منتجات الألبان التي تشمل أيضا الآيس كريم، وسعت الشركة سلسلة منتجاتها بتقديم منتج معجون الطماطم، والجبن بالتضامن مع (الشركة السعودية النيوزلندية لمنتجات الألبان)، والحمص والأغذية الخفيفة من خلال تملك (مصنع سارا للأغذية الخفيفة عام 1995م).
وفي عام 2006 أقدمت سدافكو على عملية إعادة هيكلة، وأصبحت شركة ذات إنتاجية عالية وخدمات ترضي المستهلكين، تقدم منتجات الألبان من القشطة والجبن، الزبدة والحليب المجفف، حليب الأطفال المدعم للنمو، إلى جانب الكاتشب والبطاطس المقلية المجمدة. وأخذت مكانتها الرائدة في مجال إنتاج الحليب ومعجون الطماطم والأيسكريم وأصبحت سمتها التجارية «السعودية» إحدى أقوى العلامات التجارية في المملكة العربية السعودية. تنتج سدافكو 100 صنف غذائي تحت علامة «السعودية» و«كريسبي»، «بابو»، «ماجستيك»، «جامب»، و«سانسيشن». لدى سدافكو 3 مصانع اثنان في جدة، ومصنع في الدمام، كما تملك 3 مراكز توزيع إقليمية في الرياض والدمام وجدة. إضافة لـ21 مستودع لبيع وتوزيع المنتجات في المملكة العربية السعودية، الأردن، البحرين وقطر والكويت.

## سعر السهم
في 15 نوفمبر 2021، وافقت الجمعية العامة غير العادية على شراء الشركة لعدد يصل إلى (2,749,750) سهماً من أسهمها والاحتفاظ بها كأسهم خزينة، حيث أن مجلس الإدارة يرى أن سعر السهم في السوق أقل من قيمته العادلة، بينما يرى أخرون أن السبب يعود لقيام الشركة بحجز جزء من الأرباح الصافية التي تحتفظ بها الشركة كأرباح مبقاة، دون توزيعها على المساهمين على شكل حصص أرباح أو دون إضافتها إلى رأسمال الشركة من خلال توزيعها كأسهم بغرض زيادة رأس المال. في مارس 2021 كانت الأرباح المحتجزة تقدر بأكثر من 821 مليون ريال وهو يقارب ثلاثة أضعاف رأس مال الشركة.